# 奧哈庫里湖
38°25′22″S 176°07′32″E / 38.42273°S 176.125474°E

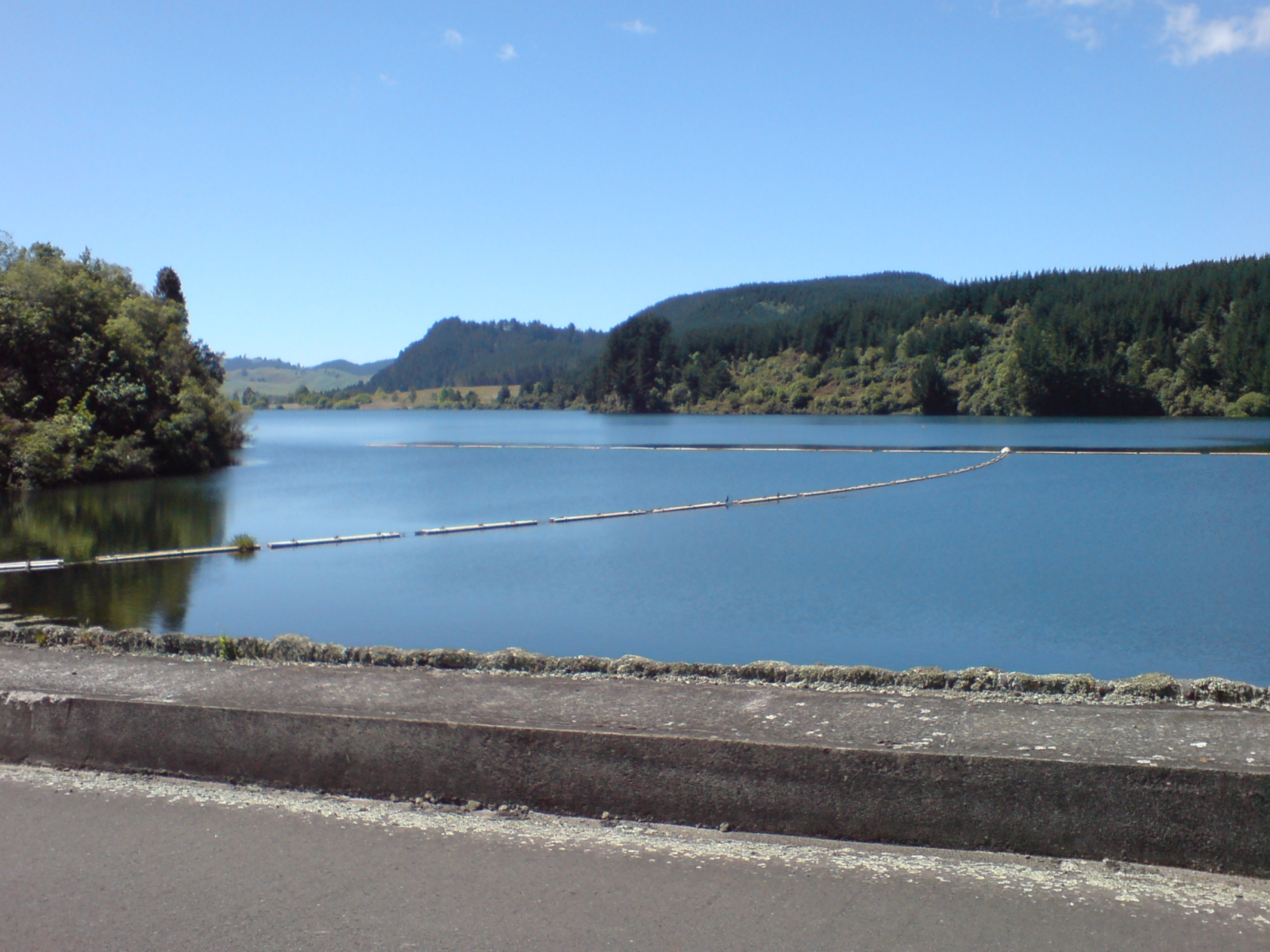

奧哈庫里湖是新西蘭的人工湖泊，位於北島，由懷卡托負責管轄，水壩建於1956至1960年，水庫於1961年1月至2月間僅用14天注滿，面積12平方公里，是該國最大的人工湖泊。